# Блувотер (Онтарио)
Блувотер (енгл. Bluewater) је општина у Канади у покрајини Онтарио. Према резултатима пописа 2011. у општини је живело 7.044 становника.

## Становништво
Према резултатима пописа становништва из 2011. у граду је живело 7.044 становника, што је за 1,1% мање у односу на попис из 2006. када је регистровано 7.120 житеља.
| 2006. | 2011. |
| ----- | ----- |
| 7.120 | 7.044 |